# ДСТУ EN 54
ДСТУ EN 54 — серія Державних стандартів України «Системи пожежної сигналізації», які впроваджують в Україні серію EN 54 Європейського комітету зі стандартизації (CEN). Стандарти внесено на розгляд технічним комітетом ТК25 «Пожежна безпека та протипожежна техніка» та затверджено наказами Держспоживстандарту України.
Серія стандартів встановлює вимоги до компонентів систем пожежної сигналізації, їх об'єднання в систему та правила встановлення та експлуатування систем пожежної сигналізації у будівлях й інших спорудах. Також стандарти встановлюють методи випробовування та критерії функціонування, на підставі яких можна оцінити відповідність вимогам.

## Частини стандарту
Нижче наведено перелік частин, прийнятих в Україні. Наприкінці назви кожного стандарту в дужках подано номер та рік прийняття відповідного стандарту EN. Позначка IDT означає тотожний переклад стандарту.
- ДСТУ EN 54-1:2003 Системи пожежної сигналізації. Частина 1. Вступ (EN 54-1:1996, IDT)
- ДСТУ EN 54-2:2003 Системи пожежної сигналізації. Частина 2. Прилад приймально-контрольний пожежний (EN 54-2:1997, IDT)
- ДСТУ EN 54-3:2003 Системи пожежної сигналізації. Частина 3. Оповіщувачі пожежні звукові (EN 54-3:2001, IDT)
- ДСТУ EN 54-4:2003 Системи пожежної сигналізації. Частина 4. Устатковання електроживлення (EN 54-4:1997, IDT)
- ДСТУ EN 54-5:2003 Системи пожежної сигналізації. Частина 5. Сповіщувачі пожежні теплові точкові (EN 54-5:2000, IDT)
- ДСТУ EN 54-7:2004 Системи пожежної сигналізації. Частина 7. Сповіщувачі пожежні димові точкові розсіяного світла, пропущеного світла або іонізаційні (EN 54-7:2000, IDT)
- ДСТУ EN 54-10:2004 Системи пожежної сигналізації. Частина 10. Сповіщувачі пожежні полум'я точкові (EN 54-10:2002, IDT)
- ДСТУ EN 54-11:2004 Системи пожежної сигналізації. Частина 11. Сповіщувачі пожежні ручні (EN 54-11:2001, IDT)
- ДСТУ EN 54-12:2004 Системи пожежної сигналізації. Частина 12. Сповіщувачі пожежні димові лінійні пропущеного світла (EN 54-12:2002, IDT)
- ДСТУ EN 54-13:2004 Системи пожежної сигналізації. Частина 13. Вимоги щодо систем та оцінювання сумісності (EN 54-13:2001, IDT)
- ДСТУ EN 54-14:2009 Системи пожежної сигналізації. Частина 14. Настанови щодо побудови, проектування, монтування, введення в експлуатацію, експлуатування, і технічного обслуговування
- ДСТУ EN 54-16:2012 Системи пожежної сигналізації. Частина 16. Устатковання керування та індикації мовленнєвого оповіщування (EN 54-16:2008, IDT)
- ДСТУ EN 54-17:2009 Системи пожежної сигналізації. Частина 17. Ізолятори короткого замикання (EN 54-17:2005, IDT)
- ДСТУ EN 54-18:2009 Системи пожежної сигналізації. Частина 18. Пристрої вводу-виводу (EN 54-18:2005, IDT)
- ДСТУ EN 54-20:2009 Системи пожежної сигналізації. Частина 20. Сповіщувачі пожежні димові аспіраційні (EN 54-20:2006, IDT)
- ДСТУ EN 54-21:2009 Системи пожежної сигналізації. Частина 21. Пристрої передавання пожежної тривоги та попередження про несправність (EN 54-21:2006, IDT)
- ДСТУ EN 54-22:2021 Системи пожежної сигналізації та оповіщування. Частина 22. Сповіщувачі пожежні теплові лінійні відновлювані (EN 54-22:2015, IDT)
- ДСТУ EN 54-24:2012 Системи пожежної сигналізації. Частина 24. Компоненти систем мовленнєвого оповіщування. Гучномовці
- ДСТУ EN 54-25:2010 Системи пожежної сигналізації. Частина 25. Компоненти системи, які використовують радіозв'язок (EN 54-25:2008, IDT)
- ДСТУ EN 54-26:2022 Системи виявлення пожежі та пожежної сигналізації. Частина 26. Детектори оксиду вуглецю. Точкові сповіщувачі (EN 54-26:2015, IDT)
- ДСТУ EN 54-27:2021 Системи пожежної сигналізації та оповіщування. Частина 27. Сповіщувачі пожежні димові для повітроводів (EN 54-27:2015, IDT)
- ДСТУ EN 54-28:2022 Система виявлення пожежі та пожежної сигналізації. Частина 28. Теплові сповіщувачі лінійного типу, що не перезапускаються (EN 54-28:2016, IDT)
- ДСТУ EN 54-29:2022 Системи виявлення пожежі та пожежної сигналізації. Частина 29. Багатосенсорні пожежні сповіщувачі. Точкові сповіщувачі, що використовують комбінацію датчиків диму та тепла (EN 54-29:2015, IDT)
- ДСТУ EN 54-31:2022 Системи виявлення пожежі та пожежної сигналізації. Частина 31. Багатосенсорні пожежні сповіщувачі. Точкові сповіщувачі, що використовують комбінацію датчиків диму, окису вуглецю та додатково теплових датчиків (EN 54-31:2014 IDT)